# ستيوارت جيلمور
ستيوارت جيلمور (بالإنجليزية: Stuart Gilmore)‏ هو مونتير ومخرج أمريكي، ولد في 8 مارس 1909 في تومبستون في الولايات المتحدة، وتوفي في 19 نوفمبر 1971 في لوس أنجلوس في الولايات المتحدة.

## وصلات خارجية
- ستيوارت جيلمور على موقع IMDb (الإنجليزية)
- ستيوارت جيلمور على موقع ألو سيني (الفرنسية)
- ستيوارت جيلمور على موقع أول موفي (الإنجليزية)
- ستيوارت جيلمور على موقع قاعدة بيانات الأفلام السويدية (السويدية)
- ستيوارت جيلمور على موقع قاعدة بيانات الفيلم (الإنجليزية)
- ستيوارت جيلمور على موقع كينوبويسك (الروسية)